# Гоенга
Гоенга (нід. Goënga) — село в нідерландській провінції Фрисландія. Входить до муніципалітету Південно-Західна Фрисландія.
Його площа становить 1,52км², а населення станом на 2021 рік складало 255 осіб.
Перша згадка про населений пункт датується 13-им сторіччям.

## Галерея

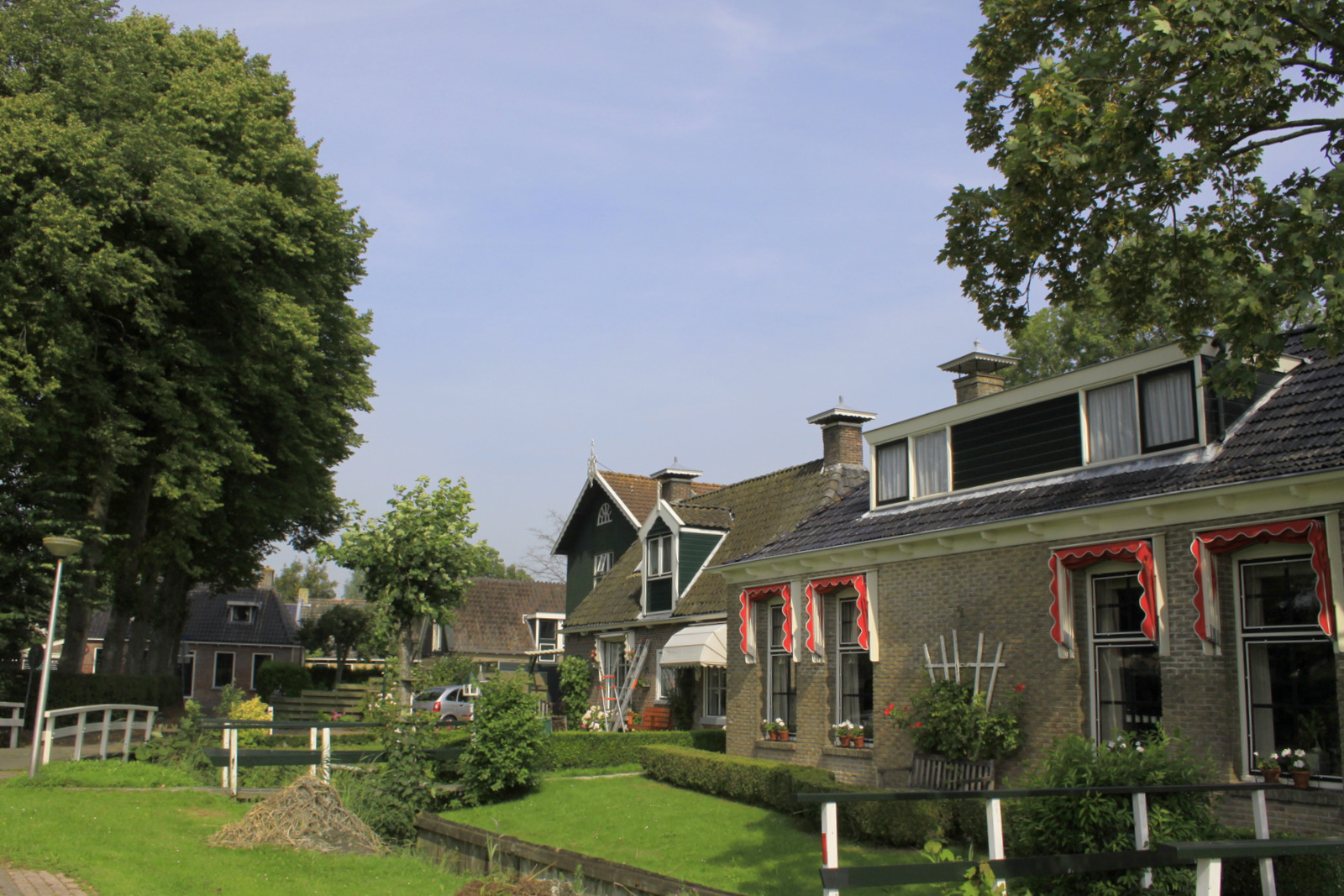
Забудова в Гоензі
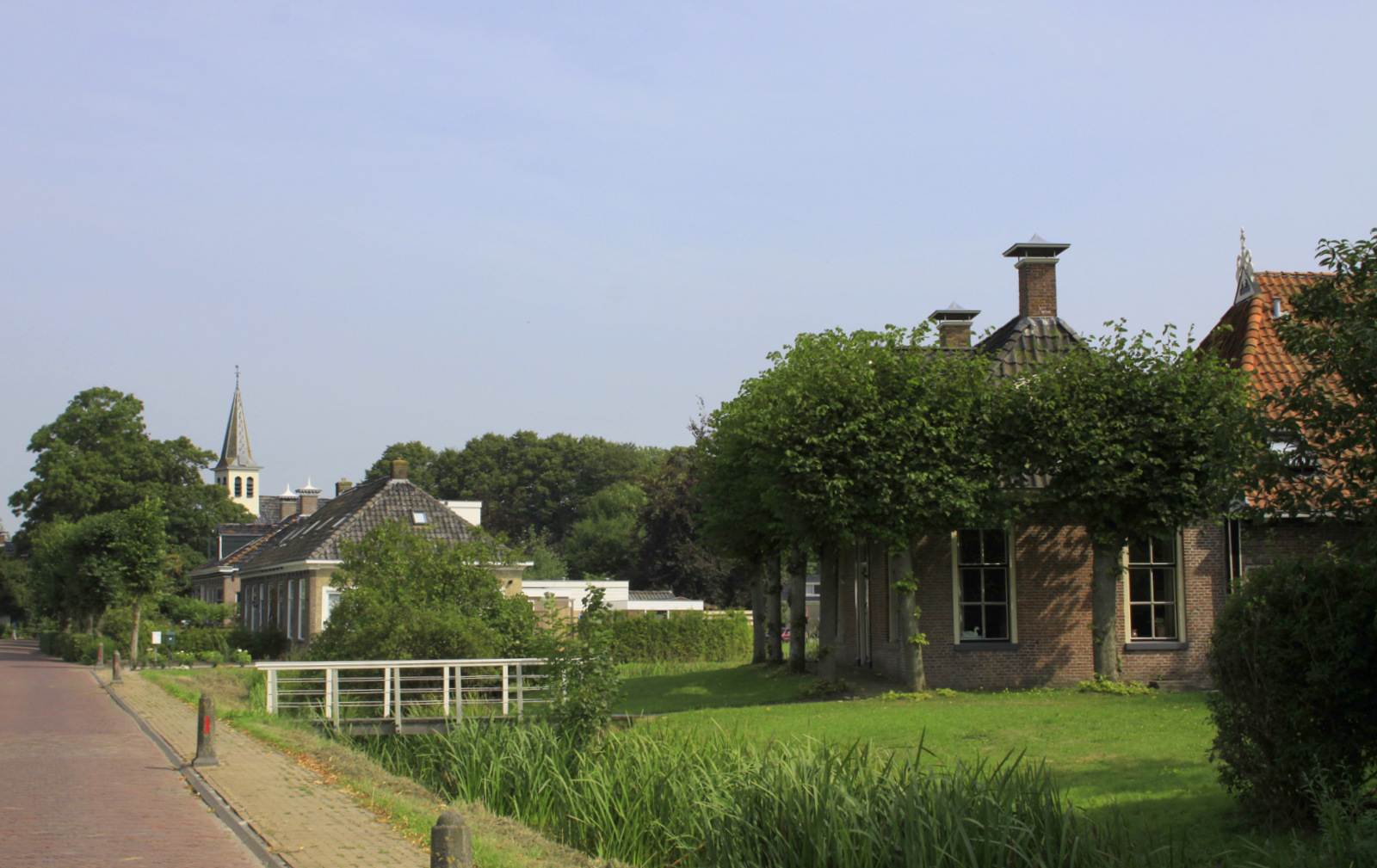
Вид на село